# John Bates Clark
John Bates Clark (26 de janeiro de 1847 - 21 de março de 1938) foi um economista neoclássico americano. Foi um dos pioneiros da revolução marginalista e opositor da escola institucionalista de economia, e passou a maior parte de sua carreira docente na Universidade de Columbia.

## Biografia
Clark nasceu e foi criado em Providence, Rhode Island, e graduou-se Amherst College, em Massachusetts, aos 25 anos de idade. Entre 1872 e 1875, frequentou a Universidade de Zurique e a Universidade de Heidelberg, onde estudou Karl Knies, um líder da Escola Histórica Alemã). No início de sua carreira, os textos de Clark refletem sua origem alemã socialista e ele mostrou-se um crítico do capitalismo. No entanto, durante o seu tempo como professor na  Universidade de Columbia, a sua opinião mudou gradualmente até que ele se tornasse um defensor e um dos principais apoiantes do sistema capitalista. 